# 市镇 (比利时)

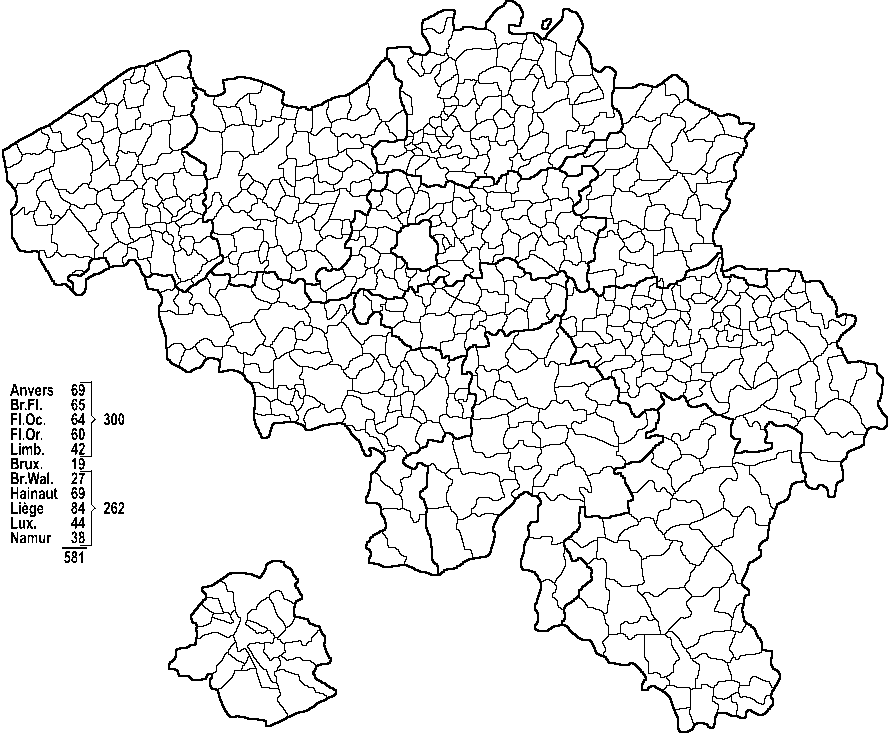
绘有各省和各市镇比利时地图

市镇（荷蘭語：gemeenten）是比利时最小的行政区划。截至2023年，比利時共有581個市鎮，其中137个市镇享有由皇家法令或法律授予的“城市”（荷蘭語：stad）称号；另有30个语言便利市镇（荷蘭語：faciliteitengemeente），其市政部门会为居民提供除当地官方语言以外的其他比利时官方语言服务（荷蘭語、法语、德语中的一者或两者）。
市镇是省的一部分，受省政府的监督。自比利时实行联邦制以来，各大区对市镇拥有权力。 